# Ronny Melkus

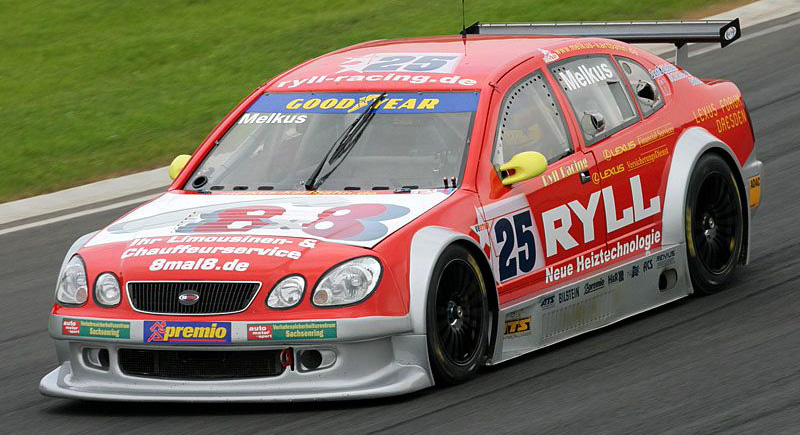
Ronny Melkus im V8-Star Lexus GS 400 auf dem Sachsenring

Ronny Melkus (* 1. Januar 1974 in Dresden) ist ein deutscher Unternehmer und ehemaliger Automobilrennfahrer.
Er ist der Sohn des 1990 verstorbenen Rennfahrers Ulli Melkus.

## Karriere
Ronny Melkus stieg 1985 in den Kartsport ein. 1991 wechselte er zum Formelsport und fuhr ein Jahr in der Formel König, in der er einen neunten Platz in der Gesamtwertung erzielte. Die nächsten Jahre startete er in der Formel BMW. Dort wurde er 1993 und 1994 zweimal in Folge Dritter in der Meisterschaft.
1994 und 1997 ging er in der Deutschen Formel-3-Meisterschaft an den Start und belegte 1997 mit dem 11. Rang in der Gesamtwertung sein bestes Ergebnis in dieser Rennserie.
1997 fuhr er für das Rennteam Opel Team Holzer mit einem Opel Vectra 16V fünf Rennen im Super-Tourenwagen-Cup und belegte den 31. Rang in der Gesamtwertung. Im folgenden Jahr startete er für eine Saison für tolimit Motorsport im Porsche Carrera Cup Deutschland 1998. Dort erreichte er den 10. Platz in der Meisterschaftswertung. 2004 fuhr er nochmals ein Rennen in diesem Markenpokal.
Von 2000 bis 2003 trat Melkus in verschiedenen Rennserien an. 2000 im Renault-Clio-V6-Cup, 2002 im Ford Puma Cup und 2003 in der V8-Star. In der V8-Star-Saison 2003 startete er für das Team Ryll Racing mit einem BMW 5er und Lexus GS und schloss diese mit dem neunten Platz in der Gesamtwertung ab.
Seine letzten Rennen als professioneller Rennfahrer fuhr er 2008 und 2009 in der ADAC GT Masters mit einem Porsche 911 GT3 Cup für das Team Buchbinder by emotional engineering. 2008 startete er zusammen mit Christoph Langen auf dem Sachsenring und 2009 mit Johannes Stuck in Oschersleben.
Ronny Melkus ist Inhaber eines Eventmanagement-Unternehmens in Dresden.